# غامورا
غامورا هي شخصية خيالية ظهرت في مارفل كومكس وهي من ابتكار جيم ستارلين.قامت زوي سالدانا بدور غامورا في أفلام مارفل.